# Роппонги-Иттёмэ (станция)
Станция Роппонги-Иттёмэ (яп. 六本木一丁目駅 роппонги иттёэ эки) — железнодорожная станция на линии Намбоку, расположенная в специальном районе Минато в Токио. Станция обозначена номером N-05. Была открыта 26 сентября 2000 года. На станции установлены платформенные раздвижные двери.

## Окрестности станции
- Посольство Италии
- Посольство Испании
- Посольство Саудовской Аравии
- Посольство Швеции

## Планировка станции
Одна платформа островного типа и 2 пути.
| 5 | ○ Линия Намбоку | Тамэикэ-Санно, Комагомэ, Одзи, Акабанэ-Ивабути, Урава-Мисоно |
| 6 | ○ Линия Намбоку | Сироканэ-Таканава, Мэгуро, Хиёси                             |

## Близлежащие станции
| «             |  | Линия         |  | »             |
| ------------- |  | ------------- |  | ------------- |
| Адзабу-Дзюбан |  | Линия Намбоку |  | Тамэикэ-Санно |